# Gabriel Alix
Gabriel Alix, né à Saint-Marc, Haïti, le 30 novembre 1930 et décédé en 1998, était un peintre haïtien.

## Biographie
Originaire de Saint-Marc, Alix commence à peindre en suivant les conseils et les encouragements d'Hector Hyppolite, un ami de son père.
En 1946, Hyppolite le présente à DeWitt Peters qui avait fondé le Centre d'Art de Port-au-Prince deux ans auparavant. Par la suite, Alix intègre brièvement le Centre d'Art, avant de rejoindre la Galerie Issa au milieu des années 1980.
Ses peintures représentent souvent des natures mortes, des sujets religieux et des animaux dans un environnement de jungle luxuriante.
En 1954, une de ses gravures fut présentée lors d'une exposition au Museum of Modern Art de New York (MoMA) et figure toujours dans la collection du musée. Depuis, il a participé à de nombreuses expositions dans la Caraïbes, aux États-Unis, en Amérique Latine et en Europe.